# Batet
|  | Aquest article tracta sobre el poble del Ripollès. Vegeu-ne altres significats a «Batet de la Serra». |

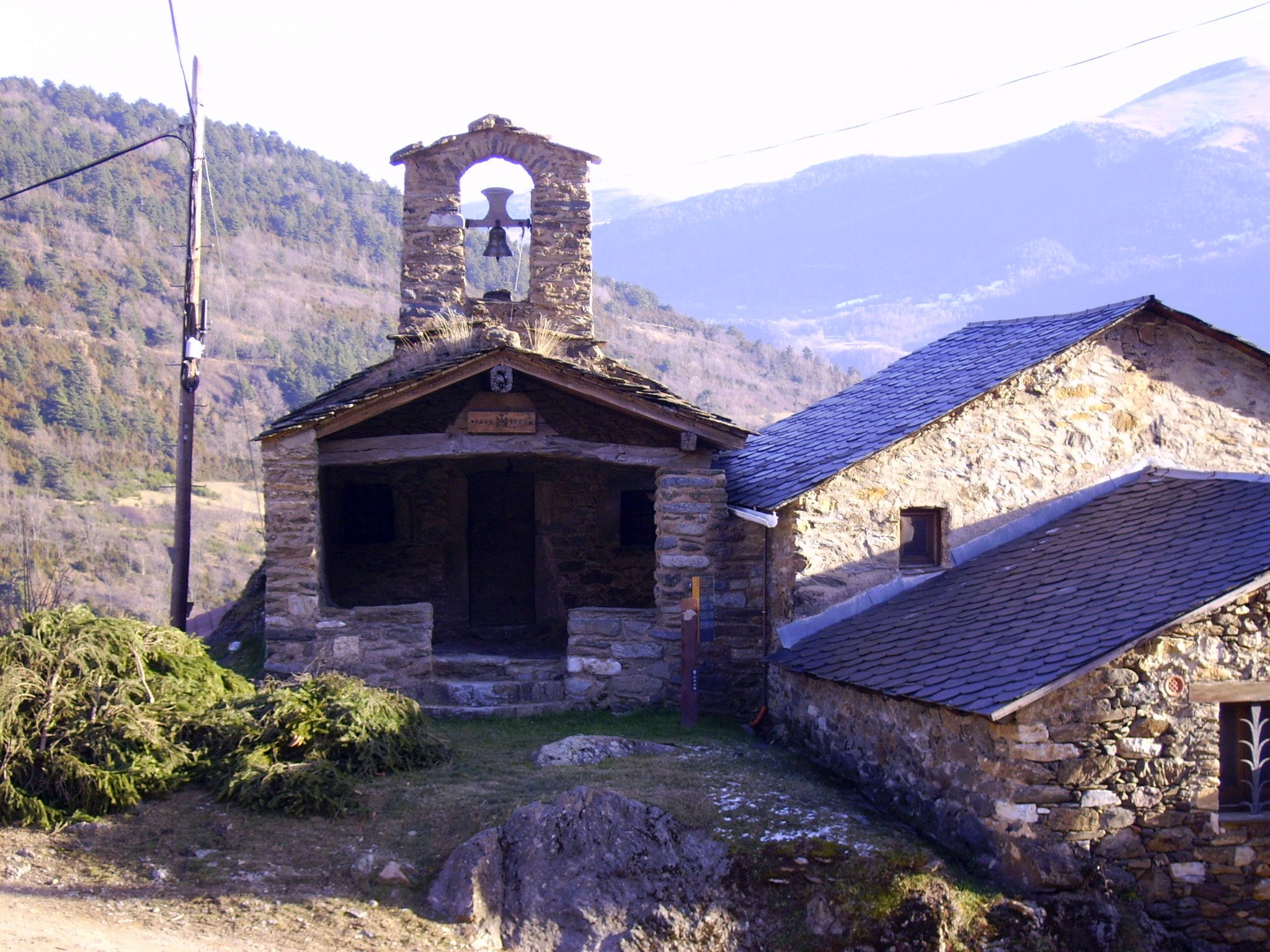
Capella de la Mare de Déu del Carme a Batet

Batet és una entitat de població del municipi de Ribes de Freser a la comarca del Ripollès. En el cens del 2016 té 19 habitants.
Batet, petit nucli de cases situat a sobre la carretera de Queralbs, va sorgir cap al segle xvii o XVIII. Té una petita capella dedicada a la Mare de Déu del Carme, bastida sobre un penyal i coronada per un petit campanar d'espadanya. Aquest barri es caracteritza per una destacada tradició agrària. Darrerament també és conegut pels establiments que elaboren productes làctics.

## Demografia
|           | 2000 | 2001 | 2002 | 2003 | 2004 | 2005 | 2006 | 2007 | 2008 | 2009 | 2010 | 2011 | 2012 | 2013 | 2014 | 2015 | 2016 |
| Habitants | 29   | 29   | 28   | 27   | 25   | 28   | 29   | 31   | 29   | 28   | 24   | 23   | 25   | 24   | 22   | 22   | 19   |
| --------- | ---- | ---- | ---- | ---- | ---- | ---- | ---- | ---- | ---- | ---- | ---- | ---- | ---- | ---- | ---- | ---- | ---- |